# The Last Dance (Clare Maguire)
The Last Dance è il secondo singolo della cantante inglese Clare Maguire, pubblicato il 20 febbraio 2011 in Irlanda e in Regno Unito e il 22 febbraio negli Stati Uniti dall'etichetta discografica Polydor. È il secondo singolo estratto dal suo album di debutto, Light After Dark.
Il singolo è entrato alla ventitreesima posizione della classifica britannica, nella quale è rimasto per sei settimane consecutive.

## Tracce
Download digitale (Regno Unito e Irlanda)
1. The Last Dance - 3:34
2. The Last Dance (Chase & Status Remix) - 3:26
3. The Last Dance (Kris Menace Remix) - 5:46
4. The Last Dance (Danny Byrd Remix) - 5:29
5. The Last Dance (The Neon Lights Remix) - 3:15

Download digitale (Stati Uniti)
1. The Last Dance - 3:33

## Classifiche
| Classifica (2011) | Posizione massima |
| ----------------- | ----------------- |
| Belgio (Vallonia) | 89                |
| Polonia           | 1                 |
| Regno Unito       | 23                |